# Jerry Cantrell
Jerry Fulton Cantrell (født 18. marts 1966 i Tacoma, Washington), er en amerikansk guitarist, sanger og sangskriver i Alice In Chains.

## Diskografi

### Solo
| År                                        | Albumdetaljer                                                                              | Hitlisteplacering | Hitlisteplacering | Hitlisteplacering | Hitlisteplacering |
| År                                        | Albumdetaljer                                                                              | US                | AUS               | CAN               | NZ                |
| ----------------------------------------- | ------------------------------------------------------------------------------------------ | ----------------- | ----------------- | ----------------- | ----------------- |
| 1998                                      | Boggy Depot - Released: March 31, 1998 (Vinyl record) April 7, 1998 (CD) - Label: Columbia | 28                | 25                | 39                | 46                |
| 2002                                      | Degradation Trip - Released: June 18, 2002 - Label: Roadrunner                             | 33                | 85                | —                 | —                 |
| 2002                                      | Degradation Trip Volumes 1 & 2 - Released: November 26, 2002 - Label: Roadrunner           | —                 | —                 | —                 | —                 |
| 2021                                      | Brighten - Released: October 29, 2021 - Label: Double J                                    | —                 | 63                | —                 | —                 |
| "—" denotes a release that did not chart. |                                                                                            |                   |                   |                   |                   |

### Singler
| År                                        | Sang             | Hitlisteplacering | Hitlisteplacering | Album                                                     |
| År                                        | Sang             | US Alt.           | US Main.          | Album                                                     |
| ----------------------------------------- | ---------------- | ----------------- | ----------------- | --------------------------------------------------------- |
| 1996                                      | "Leave Me Alone" | —                 | 14                | The Cable Guy soundtrack                                  |
| 1998                                      | "Cut You In"     | 15                | 5                 | Boggy Depot                                               |
| 1998                                      | "Dickeye"        | —                 | 36                | Boggy Depot                                               |
| 1998                                      | "My Song"        | —                 | 6                 | Boggy Depot                                               |
| 2002                                      | "Anger Rising"   | —                 | 10                | Degradation Trip                                          |
| 2002                                      | "Angel Eyes"     | —                 | —                 | Degradation Trip                                          |
| 2017                                      | "A Job to Do"    | —                 | —                 | John Wick: Chapter 2 (Original Motion Picture Soundtrack) |
| 2018                                      | "Setting Sun"    | —                 | —                 | Dark Nights: Metal Soundtrack                             |
| 2021                                      | "Atone"          | —                 | —                 | Brighten                                                  |
| 2021                                      | "Brighten"       | —                 | 19                | Brighten                                                  |
| "—" denotes a release that did not chart. |                  |                   |                   |                                                           |

### Officielle videoer
- 1996: Leave Me Alone
- 1998: Cut You In
- 1998: My Song
- 2002: Anger Rising
- 2017: A Job to Do
- 2021: Atone
- 2021: Brighten
- 2022: Siren Song
- 2022: Had to Know
- 2022: Prism of Doubt

### Med Ozzy Osbourne
- Prince of Darkness (2005) (disc four)
- Under Cover (2005)

### Andre optrædener
- Magic & Madness – "Heaven & Hell" w/ Circus of Power (February 1993)
- Last Action Hero: Music from the Original Motion Picture – "various guitar ques" (June 1993)
- Hanging in the Balance – "Gods of a Second Chance" w/ Metal Church (October 1993)
- Twisted Willie: A Tribute to Willie Nelson – "I've Seen All This World I Care to See" (January 1996)
- The Cable Guy: Original Motion Picture Soundtrack – "Leave Me Alone" (May 1996)
- Blackacidevil – "See All You Were", "Come to Silver" and "Hand of Doom" w/ Danzig (October 1996)
- The Full Sentence – "Marry Me" w/ Pigeonhed (January 1997)
- Garage Inc. – "Tuesday's Gone" w/ Metallica (November 1998)
- The Deep End, Volume 1 – "Effigy" w/ Gov't Mule (October 2001)
- Live at Home – appeared on stage with Nickelback in January 2002, performing "It Ain't Like That"
- The Punisher: The Album – "Ashes to Ashes" w/ Damageplan (also featured on the Japan version of New Found Power; March 2004)
- Jupiters Darling – "Fallen Ones" w/ Heart (June 2004)[6]
- Music for the Divine – "Misty Mountain Hop" w/ Glenn Hughes (January 2007)
- The Sun and the Earth - The Essential Stevie Salas Vol. 1 – "Soul Ecstacy" w/ Stevie Salas (April 2007)
- It's OK to Be Happy w/ Smith & Pyle (July 2008)
- Little Immaculate White Fox – "Anything" w/ Pearl Aday (January 2010)
- 24 Hours – "Love Is Blind" w/ Richie Kotzen (November 2011)
- How to Be a Man w/ Duff McKagan (May 2015)
- Gore – "Phantom Bride" w/ Deftones (April 2016)[7]
- John Wick: Chapter 2 – Original Motion Picture Soundtrack – "A Job to Do" (February 2017)[8]
- Dark Nights: Metal Soundtrack – Setting Sun (July 2018)